# Дорадо, Пабло
Па́бло Дора́до (исп. Pablo Dorado) (22 июня 1908, Монтевидео — 18 ноября 1978, там же) — уругвайский футболист, нападающий. Игрок уругвайской сборной, ставшей в 1930 году первым чемпионом мира. Автор первого гола в истории финалов чемпионатов мира по футболу.

## Биография
Начал карьеру футболиста в середине 1920-х годов в столичной «Белье Висте». С 1929 по 1932 год провёл семь матчей за сборную Уругвая, успев отличиться тремя забитыми голами. Дорадо провёл на победном чемпионате мира 1930 года три матча и забил два мяча, в том числе открыв счет на 12-й минуте в финале против сборной Аргентины. Наряду с Эрнесто Маскерони был одним из самых молодых игроков в чемпионской команде.
После чемпионата мира Пабло Дорадо перешёл из «Белья Висты» в аргентинский «Ривер Плейт», в составе которого в 1932 году стал чемпионом Аргентины. Завершал карьеру футболиста в родной «Белья Висте».

## Титулы
- Чемпион Аргентины (1): 1932
- Чемпион мира (1): 1930